# Aleja Obrońców Grodna w Warszawie
Aleja Obrońców Grodna – ulica w Warszawie, na terenie dzielnic Bemowo, Wola i Żoliborz, będąca fragmentem Trasy Powązki-Konotopa, czyli drogi ekspresowej S8 oraz trasy europejskiej E67. Nazwę alei Obrońców Grodna nosi odcinek S8 od ronda Ofiar Zbrodni Katyńskiej (czyli ulic Powązkowskiej i gen. Maczka) do granicy miasta. 
Arteria została zbudowana, aby połączyć autostradę A2 z Trasą Armii Krajowej. Jest częścią budowanej Ekspresowej Obwodnicy Warszawy i po doprowadzeniu drogi ekspresowej S7 na Bemowo na znacznej długości będzie stanowić wspólny przebieg tras S7 i S8.

## Przebieg Trasy Powązki-Konotopa
Droga ekspresowa biegnie od węzła Konotopa i łączy się z Trasą Armii Krajowej w okolicy ul. Powązkowskiej. Ma 10,4 km długości oraz węzły:
- Warszawa – Zachód w Morach (skrzyżowanie z drogą krajową nr 92 na Poznań i ul. Połczyńską w stronę śródmieścia),
- zespolony Warszawa – Bemowo (skrzyżowanie z drogą wojewódzką nr 580 na Sochaczew, ul. Warszawska w Blizne Łaszczyńskiego oraz skrzyżowanie z ul. Lazurową),
- Warszawa – Powązki, gdzie łączy się z (DK7) przy al. Prymasa Tysiąclecia (DK7 w kierunku Krakowa) i z Trasą Armii Krajowej (S8 w kierunku Białegostoku oraz S7 w kierunku Gdańska).

## Budowa Trasy Powązki-Konotopa
Budowa trasy rozpoczęła się 19 lutego 2008. Inwestorem była GDDKiA. Termin zakończenia jej realizacji wyznaczono na 15 grudnia 2010 roku. Odcinek trasy łączący Trasę Armii Krajowej z ulicą Połczyńską (węzeł Warszawa – Zachód) został otwarty 19 stycznia 2011.
Otwarcie odcinka pomiędzy ulicą Połczyńską a węzłem Konotopa odbyło się razem z odcinkiem autostrady A2 Pruszków – Konotopa w dniu 23 maja 2012 roku. Początkowo czynne były tylko łącznice stanowiące dojazd z autostrady A2 do Trasy Powązki-Konotopa oraz w przeciwną stronę. 31 lipca 2013 roku oddano do użytku zachodni fragment Południowej Obwodnicy Warszawy wraz z łącznicami umożliwiającymi obustronną komunikację między Obwodnicą Południową a aleją Obrońców Grodna.
Aleja Obrońców Grodna nosi swoją nazwę od 5 stycznia 2012 na podstawie uchwały Rady m. st. Warszawy z grudnia 2011.

## Galeria

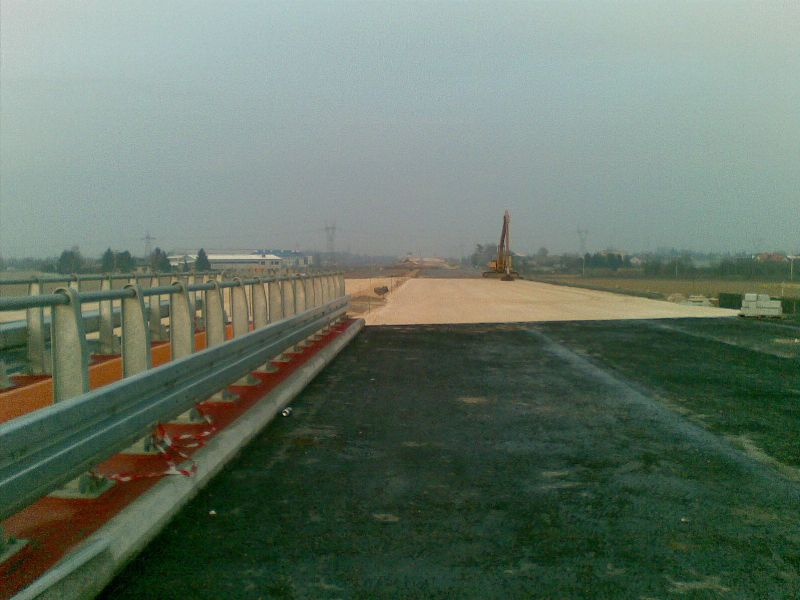
Widok w kierunku ul. Połczyńskiej (listopad 2009)
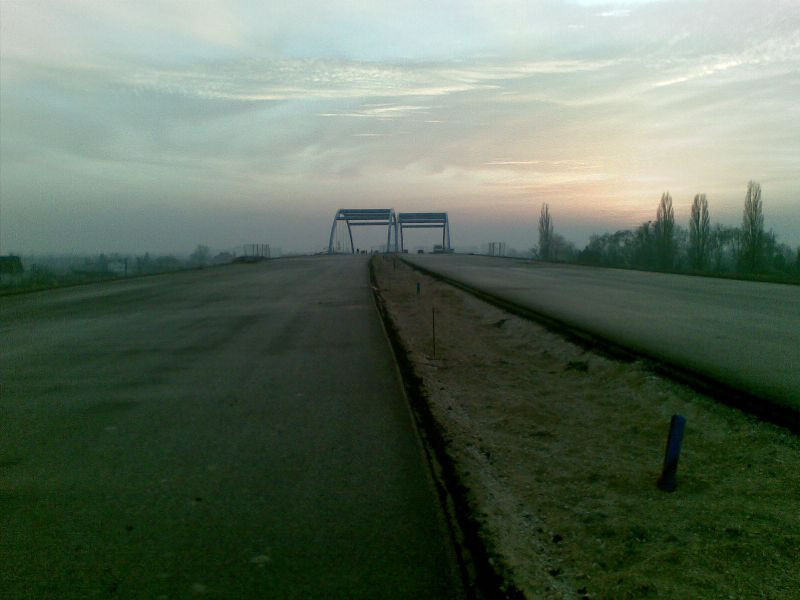
Widok w kierunku Konotopy, wiadukt nad torami PKP linii kolejowej nr 3 (listopad 2009)
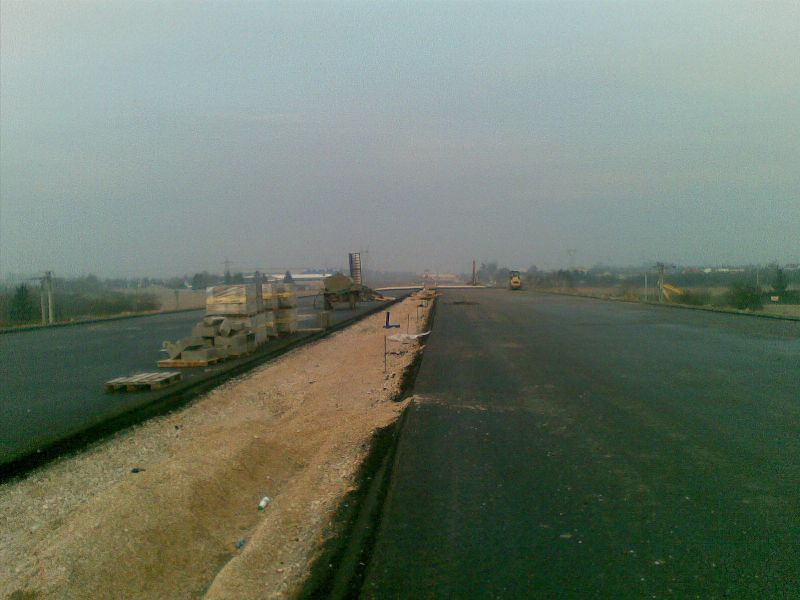
Widok w kierunku ul. Połczyńskiej (listopad 2009)
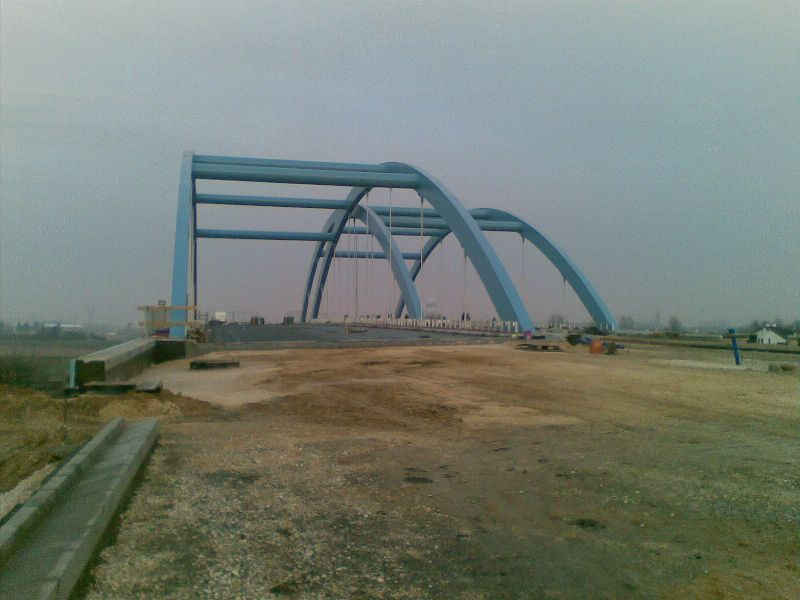
Wiadukt nad torami PKP linii kolejowej nr 3, widok w stronę ul. Połczyńskiej (listopad 2009)